# Pareuchaetes aurata
Pareuchaetes aurata är en fjärilsart som beskrevs av Butler 1875. Pareuchaetes aurata ingår i släktet Pareuchaetes och familjen björnspinnare. Inga underarter finns listade i Catalogue of Life.